# Fórceps

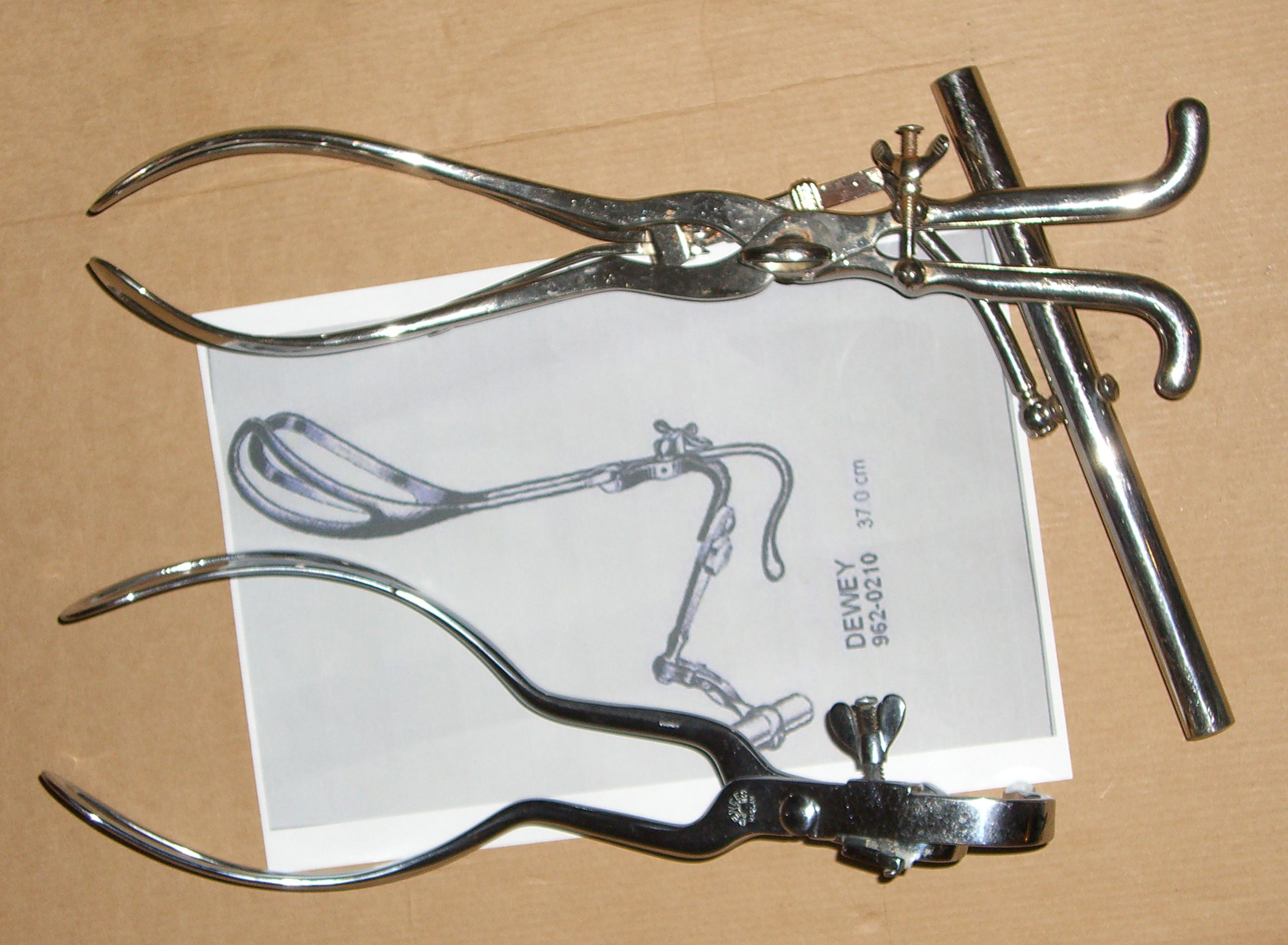
Fórceps francês da década de 1870 (acima) e americano da década de 1900

Fórceps é um instrumento semelhante a uma tenaz. É utilizado na medicina obstetrícia para auxiliar a retirada de um feto por alguma razão em que a contração natural não é suficiente para o parto ou possa colocar em risco a vida da gestante e/ou do feto. Geralmente é usado quando o bebê é muito grande ou em casos de parto de risco.